# Daïra de Bou Ismaïl
La daïra de Bou Ismaïl est une daïra d'Algérie située dans la wilaya de Tipaza et dont le chef-lieu est la ville éponyme de Bou Ismaïl.

## Localisation
La daïra est située au nord-est de la wilaya de Tipaza.

## Communes de la daïra
La daïra est composée de quatre communes : Bou Ismaïl, Ain Tagourait, Bou Haroun et Khemisti.